# Alexei Nikolajewitsch Ulanow
Alexei Nikolajewitsch Ulanow (russisch Алексей Николаевич Уланов; englisch Alexei Ulanov; * 4. November 1947 in Moskau, Sowjetunion) ist ein ehemaliger sowjetischer Eiskunstläufer, der im Paarlauf startete, und ehemaliger sowjetischer und russischer Eiskunstlauftrainer.

## Karriere
Ulanow begann als Kind zusammen mit seiner Schwester Jelena mit dem Eiskunstlaufen. Er startete zunächst als Einzelläufer und wurde immerhin Zehnter bei den sowjetischen Meisterschaften. Er wechselte dann zum Paarlaufen und startete zunächst mit seiner Schwester.

Ab 1968 wurde Irina Rodnina seine Eiskunstlaufpartnerin. Sie starteten für den ZSKA Moskau und trainierten bei Stanislaw Schuk. Mit Rodnina wurde er 1968 bei ihren ersten sowjetischen Meisterschaften Dritter hinter Ljudmila Beloussowa und Oleg Protopopow sowie Tamara Moskwina und Alexei Mischin. 1968 bestritten Ulanow und Rodnina mit der Europameisterschaft im schwedischen Västerås auch ihr erstes bedeutendes internationales Turnier. Beim Doppelsieg ihrer Landsleute beendeten sie es auf dem fünften Platz. 1969 belegten Ulanow und Rodnina erneut nur den dritten Platz bei den nationalen Meisterschaften, wurden in Garmisch-Partenkirchen aber Europameister und in Colorado Springs bei ihrer ersten Weltmeisterschaftsteilnahme auch Weltmeister, letzteres mit einstimmigem Punktrichterurteil vor ihren beiden sowjetischen Konkurrenten Moskwina/Mischin und Beloussowa/Protopopow. 

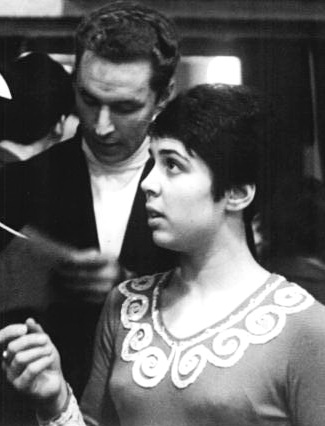
Alexei Ulanow und Irina Rodnina, 1970

1970 wurde das Paar zum ersten Mal sowjetischer Meister und verteidigte in Leningrad den Europameisterschaftstitel und in Ljubljana den Weltmeisterschaftstitel. Dabei besiegten sie ihre von nun an stärksten Konkurrenten Ljudmila Smirnowa und Andrei Suraikin. 1971 ergaben sich bei der nationalen Meisterschaft, der EM in Zürich und der WM in Lyon die gleichen Ergebnisse. Allerdings verloren Ulanow und Rodnina die Kürwertung bei der WM gegen ihre nationalen Konkurrenten. 1972 dominierten Ulanow und Rodnina wieder. Sie wurden in Göteborg zum vierten Mal in Folge Europameister. Bei ihren ersten Olympischen Spielen gewannen sie mit Siegen sowohl im Kurzprogramm als auch in der Kür die Goldmedaille in Sapporo vor ihren Dauerrivalen Smirnowa und Suraikin. Dieser Erfolg hatte jedoch eine Vorgeschichte. Alexei Ulanow war es satt, dass Rodnina als stärkerer Teil des Paares angesehen wurde und hatte sich in die Erzrivalin des Paares, Ljudmila Smirnowa verliebt. Bereits vor den Olympischen Spielen war die Trennung des Paares für die nächste Saison beschlossene Sache. Nach der olympischen Kür verließ Rodnina das Eis unter Tränen.
Die Weltmeisterschaft in Calgary wurde der letzte gemeinsame Auftritt des Eislaufpaares Ulanow/Rodnina. Mit einstimmigem Punktrichterurteil wurden sie zum vierten Mal in Folge Weltmeister.
Alexei Ulanow heiratete Ljudmila Smirnowa. Diese privaten und sportlichen Veränderungen führten auch zu Spannungen mit dem Trainer, Stanislaw Schuk. So trat Alexei Ulanow bereits ab 1973 zusammen mit Ljudmila Smirnowa auch als Eiskunstlaufpaar an. Sie starteten für Spartak Leningrad und trainierten bei Maija Belenkaja. Bei der Europameisterschaft in Köln und der Weltmeisterschaft in Bratislava gewannen Ulanow und Smirnowa die Silbermedaille, beide Male hinter Rodnina und ihrem neuen Partner Alexander Saizew. Bei der Europameisterschaft 1974 in Zagreb reichte es nur zur Bronzemedaille hinter ihren Landsleuten sowie hinter Romy Kermer und Rolf Oesterreich aus der DDR. Das DDR-Paar konnten sie bei der Weltmeisterschaft in München wieder bezwingen und wurden erneut Vize-Weltmeister hinter Rodnina und Saizew. Daraufhin beendete Alexei Ulanow 1974 seine aktive Eiskunstlaufkarriere.
Ulanow absolvierte die Gnessin-Musikschule im Fach Bajan sowie das Leningrader Konservatorium in der Ballettmeisterabteilung. Er lief nach seiner Amateurkarriere als Solist des Leningrader Ensembles „Ballet on Ice“ und arbeitete als Eiskunstlauftrainer. In den 1990er Jahren ging er in die Vereinigten Staaten, wo er Kinder ausbildete. 2010 kehrte er nach Russland zurück.

### Privates
Ulanow war mit Ljudmila Smirnowa bis zur Jahrtausendwende verheiratet. Der Sohn Nikolai war 10 Jahre lang Solist der Eisshows „Holiday on Ice“ und „Disney On Ice“ und gründete dann in St. Petersburg die Eiskunstlaufschule „Dinastija“. Die Tochter Irina versuchte sich ohne größere Erfolge im Eiskunstlaufsport und trat mit Alexander Smirnow und Maxim Trankow im Paarlauf an. Nach ihrer Karriere trat sie sechs Jahre lang in der Show Disney On Ice auf.
In den 2010er Jahren heiratete Ulanow erneut; in dieser Ehe wurde ihm noch ein Sohn geboren.
Während seiner Sportkarriere hatte er eine Affäre mit dem DDR-Eiskunstläuferin Gabriele Seyfert.

## Ergebnisse

### Paarlauf
(mit Irina Rodnina)
| Wettbewerb / Jahr           | 1968 | 1969 | 1970 | 1971 | 1972 |
| --------------------------- | ---- | ---- | ---- | ---- | ---- |
| Olympische Winterspiele     |      |      |      |      | 1.   |
| Weltmeisterschaften         |      | 1.   | 1.   | 1.   | 1.   |
| Europameisterschaften       | 5.   | 1.   | 1.   | 1.   | 1.   |
| Sowjetische Meisterschaften | 3.   | 3.   | 1.   | 1.   |      |

(mit Ljudmila Smirnowa)
| Wettbewerb / Jahr           | 1973 | 1974 |
| --------------------------- | ---- | ---- |
| Weltmeisterschaften         | 2.   | 2.   |
| Europameisterschaften       | 2.   | 3.   |
| Sowjetische Meisterschaften | 3.   |      |